# Västra Rekarne församling
Västra Rekarne församling är en församling i Eskilstuna pastorat i Rekarne kontrakt i Strängnäs stift. Församlingen ligger i Eskilstuna kommun i Södermanlands län. 

## Administrativ historik
Församlingen bildades 1 januari 2002 genom sammanläggning av Öja församling, Västermo församling, Gillberga församling och Lista församling.  Församlingen utgjorde först ett eget pastorat för att från 2018 ingå i pastorat med Eskilstuna församling.

## Kyrkor
- Öja kyrka
- Västermo kyrka
- Gillberga kyrka
- Lista kyrka.